# 皮奧涅爾斯科耶湖
60°23′3″N 28°55′40″E / 60.38417°N 28.92778°E
皮奧涅爾斯科耶湖（俄语：Пионерское），是俄羅斯的湖泊，位於該國西北部，由列寧格勒州負責管轄，長12.5公里、寬1.7公里，面積13.8平方公里，海拔高度13.7米，集水區面積172平方公里，最水水深17米。